# Кириченко, Никита Павлович
Никита Павлович Кириченко (16 [29] декабря 1914, Строенцы — 13 ноября 1983, Кишинёв) — советский учёный-педагог, кандидат исторических наук, академик АПН СССР (1967).

## Биография
Член КПСС с 1943. Участник Великой Отечественной войны.
После окончания Тираспольского педагогического ин-та им. Т. Г. Шевченко (1939) работал преподавателем этого же института. В 1940-41 гг. — преподаватель и декан Кишиневского педагогического института.
Заместитель директора и зав. кафедрой Кишиневского педагогического института им. И. Крянгэ (1953—1959), доцент кафедры истории СССР Кишиневского государственного университета им. В. И. Ленина (1960-67).
В 1967—1975 гг. — ректор Кишиневского педагогического института им. И. Крянгэ.

## Научна деятельность
Состоял в Отделении дидактики и частных методик АПН СССР.
Сфера научных интересов: развитие педагогического образования, преподавание истории в высшей школе.

## Научные труды
Автор ряда научных трудов по истории Молдавии, главным образом по вопросам русско-молдавских связей в эпоху феодализма.
- О русско-молдавских отношениях в первом десятилетии XVIII века, «Уч. записки Кишиневского пед. ин-та», 1957, т. 6;
- Из истории русско-молдавских отношений в последней четверти XVII века. Там же, 1959, т. 12;
- Текст русско-молдавского договора 1711 г. и соответствие его летописи И. Некулче. B сб.: Вековая дружба. Кшн., 1961;
- Кишинев в эпоху феодализма (1466—1861 гг.). В кн.: История Кишинева. Кшн., 1966.

## Награды
Награждён орденом Октябрьской Революции, 2 орденами Трудового Красного Знамени и орденом Красной Звезды.